# Spazio botte
In matematica, in particolare in analisi funzionale, uno spazio botte (in inglese barrelled space) è uno spazio vettoriale topologico localmente convesso {\displaystyle E} che condivide diverse caratteristiche degli spazi di Fréchet. Gli spazi botte, introdotti dal gruppo di matematici Nicolas Bourbaki, sono studiati soprattutto perché per essi è valida una forma del principio dell'uniforme limitatezza.
Un insieme {\displaystyle A\subset E} è detto bilanciato se:
{\displaystyle \alpha x\in A\qquad \forall x\in A\quad \forall |\alpha |<1}
L'insieme bilanciato {\displaystyle A} è detto assorbente se esiste {\displaystyle \alpha >0} tale che:
{\displaystyle \alpha x\in A\qquad \forall x\in E}
Un insieme botte è un insieme convesso, bilanciato, assorbente e chiuso.
Uno spazio botte è uno spazio vettoriale topologico con una topologia localmente convessa tale per cui ogni insieme botte è un intorno del vettore nullo.

## Esempi
- In uno spazio vettoriale semi-normato la sfera unitaria chiusa è un insieme botte.
- Ogni spazio vettoriale topologico localmente convesso ha una base di intorni costituita da insiemi botte.
- Gli spazi di Fréchet, in particolare gli spazi di Banach, sono spazi botte. In generale, tuttavia, gli spazi normati non sono spazi botte.
- Gli spazi di Montel sono spazi botte.
- Gli spazi localmente convessi che sono spazi di Baire sono spazi botte.
- Gli spazi separati e gli spazi completi sono spazi botte.